# Johan Wilhelm Klüver
Johan Wilhelm Klüver, även Clüver, född den 4 mars 1901 i Steinkjer, Norge, död den 18 december 1981 på Teneriffa, var en svensk-norsk affärsman.
Han var byggherre för Sälens högfjällshotell, den första storskaliga vintersportanläggningen i Sverige. Hotellet började projekteras 1935 och byggas 1936. Efter att Klüver drabbats av likviditetsproblem 1953 tog långivarna över hotellrörelsen.
Klüver gifte sig 1941 med Greta Lundborg och fick med henne sonen Billy Klüver. Han var även far till Björn Tarras-Wahlberg, Lorentz Lyttkens och Åse Lyttkens.